# Vademécum

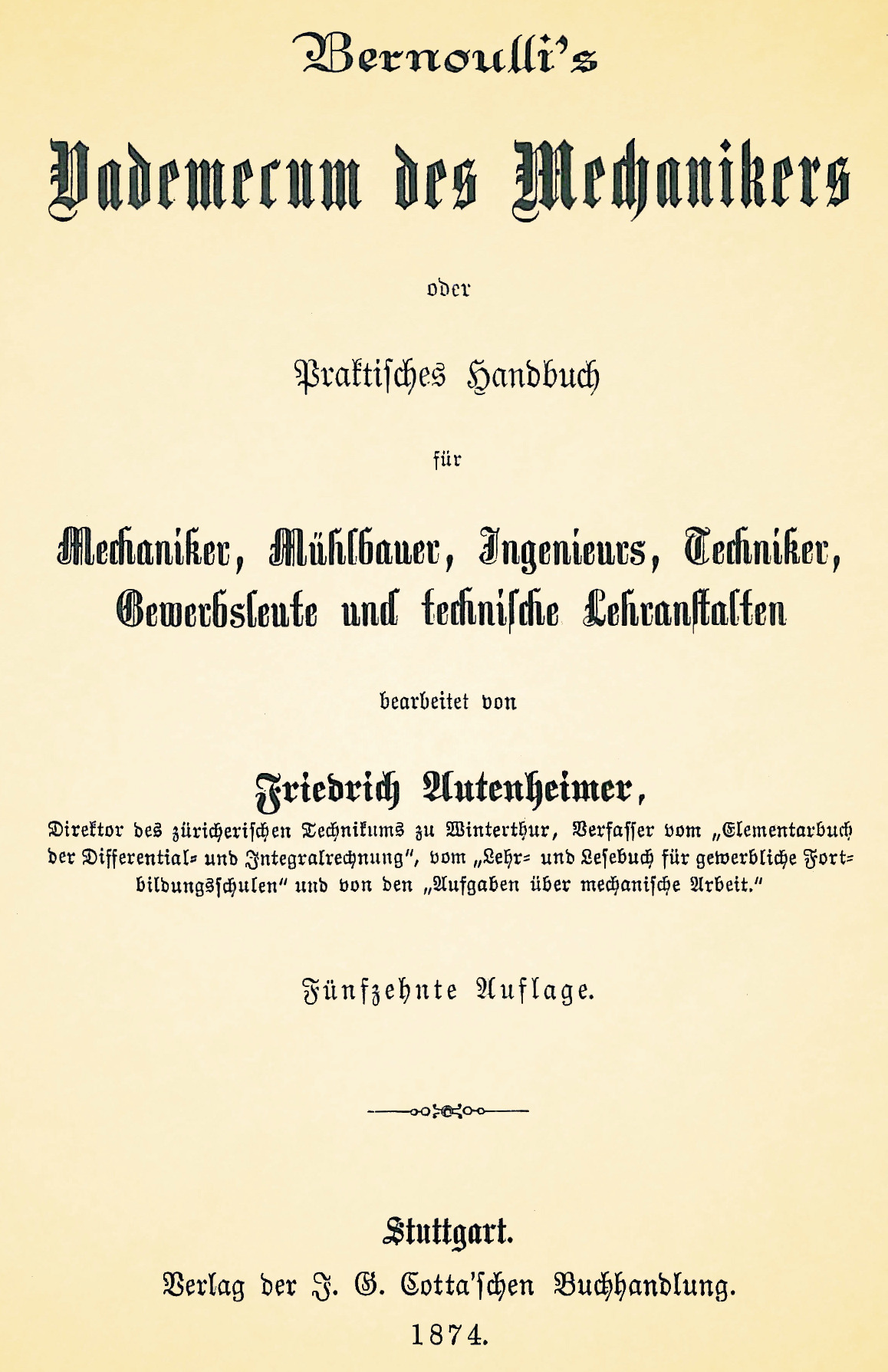
Vademécum sobre mecánica de Bernoulli, 1874.

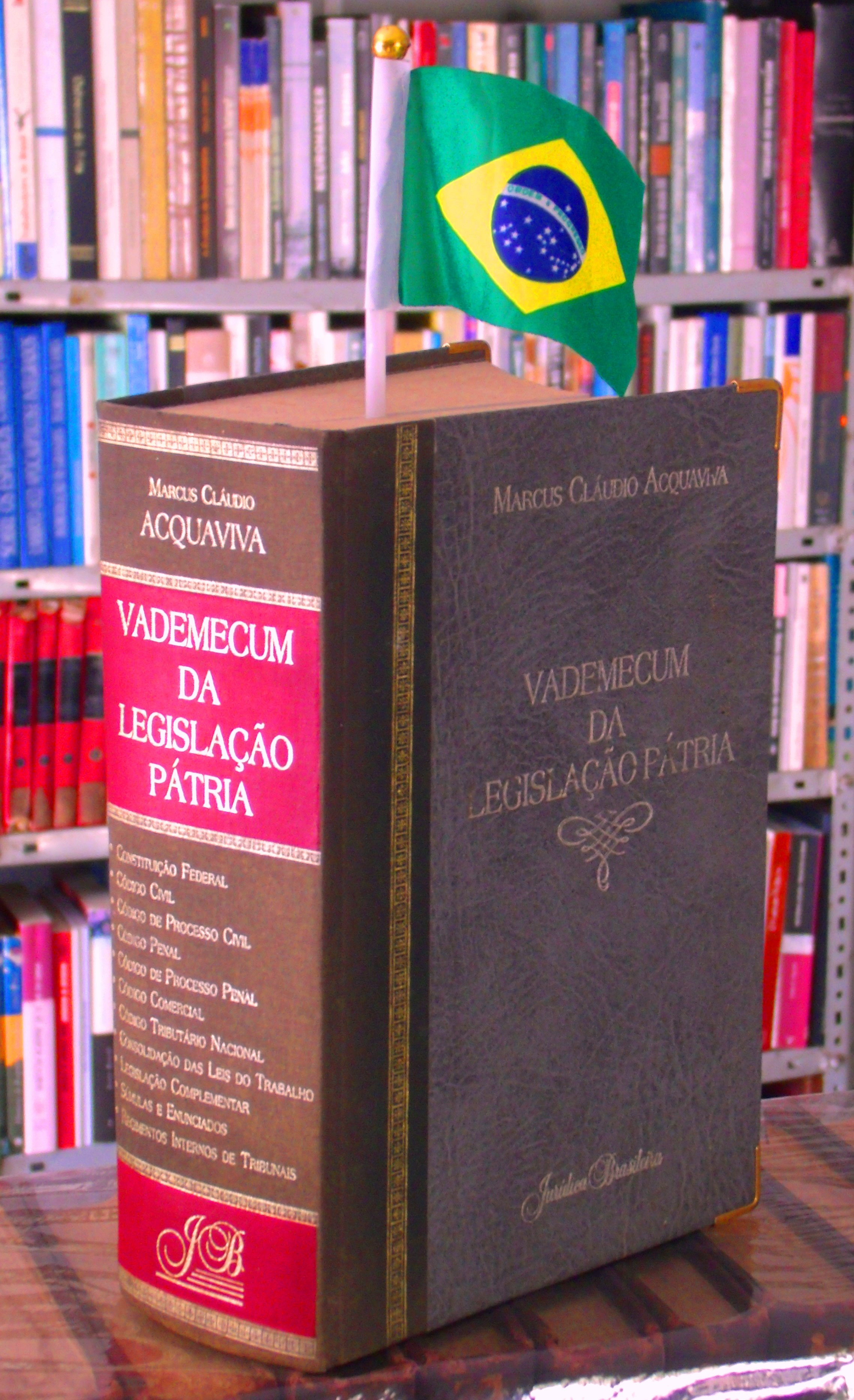
Vademécum de leyes del derecho en Brasil.

Un vademécum (del latín vade, ‘anda’, ‘ven’, y mecum, ‘conmigo’) es una obra de referencia que contiene las nociones o informaciones fundamentales de una materia, ya sea científica o artística.
Destacan particularmente los que utilizan los profesionales sanitarios para consultar sobre presentaciones, composiciones y las principales indicaciones de los medicamentos. En este sentido, el término Vadimecum (con "di" en lugar de "de") se reserva para los catálogos de productos de salud digital.